# Ahobsal insaeng
Pour plus de détails, voir Fiche technique et Distribution.
Ahobsal insaeng (hangeul : 아홉살 인생 ; hanja : 아홉살 人生 ; RR : Ahobsal insaeng ; MR : Ahopsal insaeng ; litt. « La vie d'un enfant de neuf ans ») est un film sud-coréen réalisé par Yun In-ho, sorti en 2004. Il s'agit de l'adaptation du roman du même titre de Wi Gi-Cheol, publié en 1991.

## Synopsis
Yeo-min, 9 ans, fait plusieurs petits boulots pour réaliser un rêve : acheter des lunettes de soleil à sa mère qui a perdu un œil en travaillant. Pendant ce temps, Woo-rim, camarade de classe de Yeo-min, dont il est tombé amoureux, n'est pas très amicale avec son beau-père, malgré tout l'amour qu'il lui donne. Au moment où Yeo-min et Woo-rim commencent à se comprendre, elle doit repartir pour Séoul.

## Fiche technique
Sauf indication contraire ou complémentaire, les informations mentionnées dans cette section peuvent être confirmées par la base de données KoBiz
- Titre original : 아홉살 인생
- Titre international : When I Turned Nine
- Réalisation : Yun In-ho
- Scénario : Lee Man-hui, d'après le roman éponyme de Wi Gi-Cheol[1]
- Musique : Roh Young-sim
- Décors : Shin Jeom-hee
- Costumes : Jeong Kyung-hee
- Photographie : Jeon Jo-myeong
- Son : Lee In-gyu
- Montage : Kim Hyeon
- Production : Hwang Kyeong-seong
- Production déléguée : Hwang Ki-seong
- Sociétés de production : Hwang Ki-seong Productions et Joy shoes
- Société de distribution : Cinema Service
- Pays de production :  Corée du Sud
- Langue originale : coréen
- Format : couleur - 1,85:1 - Dolby Digital - 35 mm
- Genre : comédie dramatique
- Durée : 105 minutes
- Date de sortie :
  - Corée du Sud : 26 mars 2004

## Distribution
- Kim Seok (en) : Baek Yeo-min
- Lee Se-young : Jang Woo-rim
- Na Ah-hyeon : Oh Geum-bok
- Kim Myeong-jae : Shin Gi-jong
- Jung Sun-kyung : la mère de Yeo-min
- Ahn Nae-sang : Tam-im
- Ji Dae-han : le père de Yeo-min
- Choi Deok-moon : Park Pal-dong
- Seo Jin-won : le sergent Ha
- Shin Jung-keun : le père d'Hirondelle noire
- Jung Ae-yun : Kim Yoon-hee
- No Hyeon-jeong : la mère d'Hirondelle noire
- Lee Young-sook : la mère de Woo-rim
- Ko Seo-hee : Sin Gi-soon
- Lee Suk-goo : l'opticien
- Yun Beom-ho : le docteur
- Hong Se-na : Ae-sook

## Récompenses
- Chunsa Film Art Awards 2004[2] :
  - Meilleur film
  - Meilleure réalisation pour Yun In-ho
  - Meilleur scénario pour Lee Man-hui
  - Meilleur enfant acteur/actrice pour Lee Se-young, Kim Seok, Na Ah-hyeon et Kim Myeong-jae